# HBL All-Star Game 2001
Das HBL All-Star Game 2001 fand am 30. Mai 2001 in der Halle Münsterland in Münster vor 3.500 Zuschauern statt. Es war die zweite Auflage dieses Events.
Die Süd/West-Auswahl der Handball-Bundesliga gewann gegen die Nord/Ost-Auswahl der Liga mit 35:33 (14:19).

## Nord/Ost
| Nr.         | Name                | Verein                 |          |          |          |          |          |          |
| Torhüter    | Torhüter            | Torhüter               | Torhüter | Torhüter | Torhüter | Torhüter | Torhüter | Torhüter |
| ----------- | ------------------- | ---------------------- | -------- | -------- | -------- | -------- | -------- | -------- |
| 1           | Goran Stojanović    | VfL Bad Schwartau      |          |          |          |          |          |          |
| 12          | Jan Holpert         | SG Flensburg-Handewitt |          |          |          |          |          |          |
| Feldspieler |                     |                        |          |          |          |          |          |          |
| 2           | Glenn Solberg       | HSG Nordhorn           |          |          |          |          |          |          |
| 2           | Magnus Wislander    | THW Kiel               |          |          |          |          |          |          |
| 3           | Frank von Behren    | GWD Minden             |          |          |          |          |          |          |
| 8           | Nenad Peruničić     | THW Kiel               |          |          |          |          |          |          |
| 9           | Guéric Kervadec     | SC Magdeburg           |          |          |          |          |          |          |
| 10          | Jan Filip           | HSG Nordhorn           |          |          |          |          |          |          |
| 10          | Talant Duschebajew  | GWD Minden             |          |          |          |          |          |          |
| 11          | Volker Zerbe        | TBV Lemgo              |          |          |          |          |          |          |
| 14          | Jochen Fraatz       | HSG Nordhorn           |          |          |          |          |          |          |
| 15          | Florian Kehrmann    | TBV Lemgo              |          |          |          |          |          |          |
| 19          | Staffan Olsson      | THW Kiel               |          |          |          |          |          |          |
| 73          | Stefan Kretzschmar  | SC Magdeburg           |          |          |          |          |          |          |
| Trainer     |                     |                        |          |          |          |          |          |          |
|             | Alfreð Gíslason     | SC Magdeburg           |          |          |          |          |          |          |
|             | Erik Veje Rasmussen | SG Flensburg-Handewitt |          |          |          |          |          |          |

## Süd/West
| Nr.         | Name              | Verein               |          |          |          |          |          |          |
| Torhüter    | Torhüter          | Torhüter             | Torhüter | Torhüter | Torhüter | Torhüter | Torhüter | Torhüter |
| ----------- | ----------------- | -------------------- | -------- | -------- | -------- | -------- | -------- | -------- |
| 1           | Christian Ramota  | TV Großwallstadt     |          |          |          |          |          |          |
| 12          | Zoran Đorđić      | SG Wallau/Massenheim |          |          |          |          |          |          |
| Feldspieler |                   |                      |          |          |          |          |          |          |
| 4           | Mark Dragunski    | TUSEM Essen          |          |          |          |          |          |          |
| 5           | Ian Marko Fog     | VfL Gummersbach      |          |          |          |          |          |          |
| 6           | Christian Rose    | SG Wallau/Massenheim |          |          |          |          |          |          |
| 8           | Volker Michel     | TUSEM Essen          |          |          |          |          |          |          |
| 8           | Gennadij Chalepo  | HSG D/M Wetzlar      |          |          |          |          |          |          |
| 10          | Steffen Weber     | SG Wallau/Massenheim |          |          |          |          |          |          |
| 13          | Mirko Bernau      | TSV Bayer Dormagen   |          |          |          |          |          |          |
| 14          | Ingo Strauß       | LTV Wuppertal        |          |          |          |          |          |          |
| 14          | Marcus Wallgren   | TSV Bayer Dormagen   |          |          |          |          |          |          |
| 18          | Stig Rasch        | SG Solingen          |          |          |          |          |          |          |
| 20          | Dmitri Filippow   | LTV Wuppertal        |          |          |          |          |          |          |
| verletzt    | Markus Baur       | HSG D/M Wetzlar      |          |          |          |          |          |          |
| verletzt    | Torsten Jansen    | SG Solingen          |          |          |          |          |          |          |
| verletzt    | Dmitri Torgowanow | SG Solingen          |          |          |          |          |          |          |
| Trainer     |                   |                      |          |          |          |          |          |          |
|             | Martin Schwalb    | SG Wallau/Massenheim |          |          |          |          |          |          |
|             | Thomas Happe      | VfL Gummersbach      |          |          |          |          |          |          |

## Statistik
Nord/Ost – Süd/West 33:35 (19:14)
Nord/Ost: Peruničić (9), Wislander (5), von Behren (4), Filip (4), Fraatz (4), Kehrmann (2), Kretzschmar (2), Solberg (1), Zerbe (1), Olsson (1)
Süd/West: Fog (5), Filippow (5), Michel (4), Chalepo (4), Strauß (4), Wallgren (4), Rose (3), Dragunski (2), Bernau (2), Rasch (1)
Schiedsrichter: Frank Lemme/Bernd Ullrich (Magdeburg)
Zuschauer: 3.500

## Auszeichnungen
| Spieler der Saison               | Trainer | Rookie | Lebenswerk/Karriereleistung Handball | Schiedsrichter |
| -------------------------------- | ------- | ------ | ------------------------------------ | -------------- |
| Ólafur Stefánsson (SC Magdeburg) | -       | -      | Jochen Fraatz (HSG Nordhorn)         | -              |